# Velký Klín
Velký Klín (historyczna nazwa niem. Großer Käulig Berg, cz. Klín) – szczyt (góra) o wysokości 1178 m n.p.m. (podawana jest też wysokość 1177 m n.p.m. , 1177,7 m n.p.m.  lub 1178,0 m n.p.m. ) w paśmie górskim Wysokiego Jesionika (cz. Hrubý Jeseník), w północno-wschodnich Czechach, w Sudetach Wschodnich, na Śląsku, w obrębie gminy Bělá pod Pradědem, oddalony o około 6,5 km na północny zachód od szczytu góry Pradziad (cz. Praděd). Rozległość góry (powierzchnia stoków) szacowana jest na około 4,1 km², a średnie nachylenie wszystkich stoków wynosi około 16°.

## Charakterystyka

### Lokalizacja
Góra Velký Klín położona jest nieco na północ od centrum całego pasma Wysokiego Jesionika. Jest górą o kopulastej części szczytowej, dobrze rozpoznawalną, położoną blisko miejscowości Bělá pod Pradědem, pomiędzy biegnącymi drogami nr 44 na trasie Jesionik (cz. Jeseník) – Šumperk i nr 450 Bělá pod Pradědem – Bruntál, na bocznej gałęzi grzbietu głównego (grzebieniu) góry Pradziad, ciągnącego się od przełęczy Červenohorské sedlo do przełęczy Skřítek. Jest dobrze widoczna, szczególnie z okolic serpentyn drogowych na stoku sąsiedniej góry Červená hora podążających podróżnych w kierunku przełęczy Červenohorské sedlo drogą nr 44. Masyw góry ma charakterystyczny kształt „dwugarbny”, z których wyższy „garb” to Velký Klín, a niższy o około 100 m to Jeřáb. Podobny jest wyglądem do „klinu” – stąd nazwa góry. Leży w części (mikroregionie) Wysokiego Jesionika o nazwie Masyw Pradziada (cz. Pradědská hornatina). Velký Klín jest górą położoną najdalej na północ w całym Masywie Pradziada, a jednocześnie graniczącą z dwoma pozostałymi mikroregionami Masywem Keprníka (cz. Keprnická hornatina) i Masywem Orlíka (cz. Medvědská hornatina). Jest szczytem rozpoznawalnym i widocznym m.in. z drogi okalającej połać szczytową góry Pradziad (kopuła szczytowa widoczna powyżej linii patrzenia w kierunku przełęczy Sedlo Velký Jezerník) czy też z innego charakterystycznego punktu widokowego – z drogi okalającej szczyt góry Dlouhé stráně (kopuła szczytowa widoczna powyżej linii patrzenia na górę Nad Petrovkou).
Górę ograniczają: od południa przełęcz o wysokości 1080 m n.p.m. w kierunku szczytu Výrovka, od zachodu dolina potoku o nazwie Červenohorský potok, od północy szczyt Jeřáb, od północnego wschodu dolina rzeki Biała Głuchołaska (cz. Bělá) oraz od wschodu doliny potoków Javorový potok i Studený potok (1). Dolina potoku Červenohorský potok jest jednocześnie granicą z Masywem Keprníka, a dolina rzeki Biała Głuchołaska granicą z Masywem Orlíka. W otoczeniu góry znajdują się następujące szczyty: od północy Jeřáb, od północnego wschodu Bělská stráň, Skalnatá i Klanke, od wschodu Skalnatý, od południowego wschodu Malý Klín i Kamenný kostel, od południa Výrovka, od południowego zachodu Velký Klínovec i Skalký u Červenohorského sedla, od zachodu Šindelná hora oraz od północnego zachodu Červená hora–V i Točník.

### Stoki
W obrębie góry można wyróżnić pięć następujących zasadniczych stoków:
- północny
- północno-wschodni o nazwie V rovině
- południowo-wschodni
- zachodni
- północno-zachodni

Występują tu wszystkie typy zalesienia: bór świerkowy, las mieszany oraz las liściasty, przy czym zdecydowanie dominuje zalesienie borem świerkowym. Na niemalże wszystkich stokach oprócz północnego i zachodniego występują poza borem świerkowym obszary pokryte lasem mieszanym, a na stoku północno-wschodnim i północno-zachodnim wraz z obniżaniem wysokości pojawiają się również obszary pokryte lasem liściastym, a u podnóża stoku północno-wschodniego występują nawet łąki. Granica lasu u podnóża stoku północno-wschodniego, blisko przebiegającej drogi nr 450 kończy się przy osadzie Bělá będącej częścią miejscowości Bělá pod Pradědem. Nieco powyżej podnóża tego stoku przebiega napowietrzna linia przesyłowa prądu o napięciu 22 kV. Na stokach występują nieliczne ogołocenia, przerzedzenia oraz polany. Ponadto na stokach północno-wschodnim i północno-zachodnim występują pasmowe zmiany wysokości zalesienia. Na stoku północnym i północno-wschodnim występują pojedyncze skaliska, a na stoku północno-wschodnim, na wysokościach (760–790) m n.p.m. nawet grupa skalna. 
Stoki mają stosunkowo jednolite i zróżnicowane nachylenia. Średnie nachylenie stoków waha się bowiem od 9° (stok północny) do 21° (stok zachodni). Średnie nachylenie wszystkich stoków góry (średnia ważona nachyleń stoków) wynosi około 16°. Maksymalne średnie nachylenie niemalże u podnóża stoku północno-zachodniego nieopodal płynącego potoku Červenohorský potok, na odcinku 50 m nie przekracza 40°. Stoki pokryte są siecią dróg (m.in. Miliónová cesta) oraz na ogół nieoznakowanych ścieżek i duktów. Przemierzając je zaleca się korzystanie ze szczegółowych map, z uwagi na zawiłości ich przebiegu, zalesienie oraz zorientowanie w terenie.

### Szczyt główny

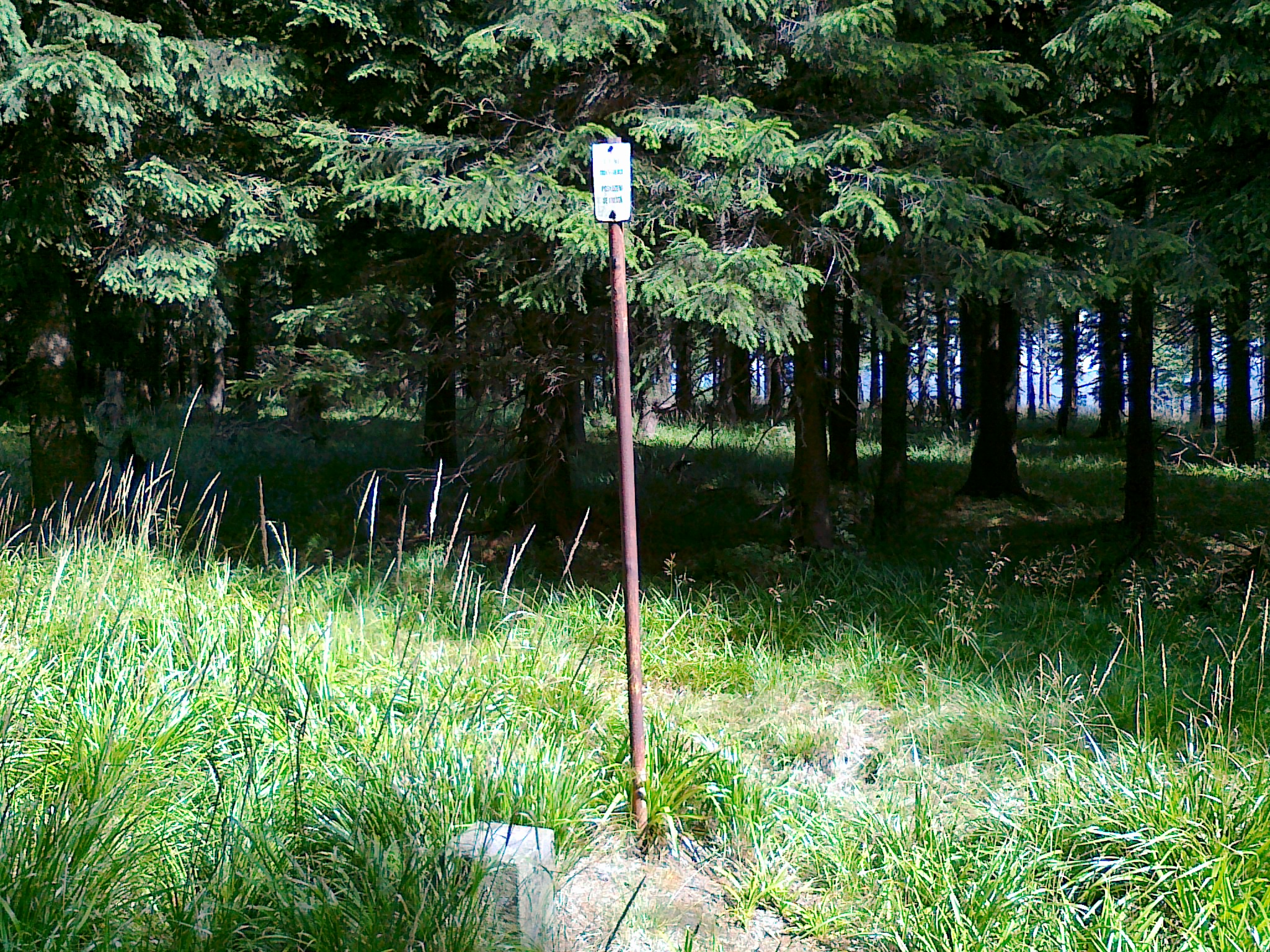
Widok na szczyt oraz punkt geodezyjny góry Velký Klín (2015 rok)

Na szczyt nie prowadzi żaden szlak turystyczny. Przez połać szczytową przechodzi ścieżka główna, biegnąca dalej grzbietem góry w kierunku szczytu Jeřáb. Szczyt znajduje się wśród zalesienia borem świerkowym, pokryty trawą wysokogórską. Z uwagi na zalesienie nie jest on punktem widokowym. Na szczycie znajduje się punkt geodezyjny, oznaczony na mapach geodezyjnych numerem (4.), o wysokości 1177,69 m n.p.m. oraz współrzędnych geograficznych (50°07′55,15″N 17°10′47,49″E/50,131986 17,179858), z widocznym koło niego stalowym słupkiem, ostrzegającym przed jego zniszczeniem z tabliczką, z napisem Státní triangulace Poškození se trestá . 
Dojście do szczytu następuje z żółtego szlaku turystycznego  oraz skrzyżowania turystycznego Pekárka, z podaną na tablicy informacyjnej wysokością 1050 m. Ze skrzyżowania tego prowadzi nieoznakowana droga, biegnąca wokół drugorzędnego szczytu Velký Klín–JZ, którą należy przebyć odcinek o długości około 680 m do przełęczy, pomiędzy oboma szczytami góry. Z przełęczy tej należy skręcić w lewo i nieoznakowaną ścieżką, biegnącą w linii prostej, po przejściu około 530 m dojść orientacyjnie do połaci szczytowej .

### Szczyt drugorzędny

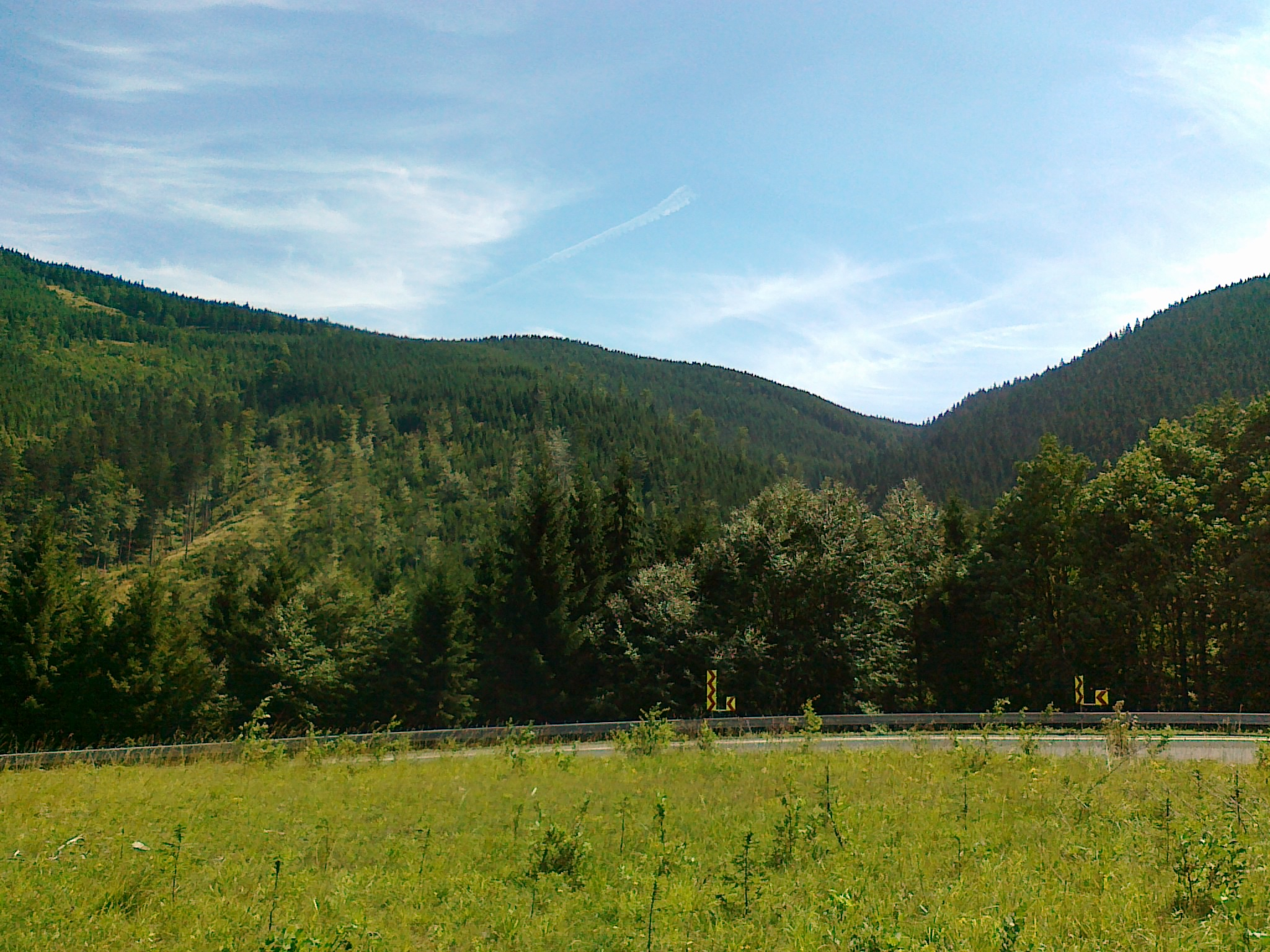
Widok z drogi nr na drugorzędny szczyt Velký Klín–JZ (2015 rok)

W odległości około 630 m na południowy zachód od szczytu głównego znajduje się drugorzędny szczyt określony jako Velký Klín–JZ o wysokości 1093 m n.p.m. i współrzędnych geograficznych (50°07′38,4″N 17°10′28,6″E/50,127333 17,174611) . Oba szczyty położone są pomiędzy przełęczą o wysokości 1082 m n.p.m.. Z przełęczy tej ku drugorzędnemu szczytowi biegnie nieoznakowana ścieżka . Szczyt ten znajduje się wśród zalesienia borem świerkowym i z tego powodu nie jest on punktem widokowym oraz nie ma na nim punktu geodezyjnego.

### Geologia
Pod względem geologicznym masyw góry Velký Klín należy do jednostki określanej jako warstwy vrbneńskie i zbudowany jest ze skał metamorficznych, głównie: fyllonitów, fyllitów (biotytów, chlorytów i muskowitów), gnejsów (plagioklazów), amfibolitów, porfiroidów, stromatytów, łupków łyszczykowych (staurolitu, andaluzytu, granatu, sillimanitu), łupków zieleńcowych, kwarcytów, skał magmowych, głównie: meta-granodiorytów. 

### Wody
Grzbiet główny (grzebień) góry Pradziad, biegnący od przełęczy Skřítek do przełęczy Červenohorské sedlo oraz dalej do przełęczy Ramzovskiej (cz. Ramzovské sedlo) jest częścią granicy Wielkiego Europejskiego Działu Wodnego, dzielącej zlewiska Morza Bałtyckiego i Morza Czarnego . 
Szczyt wraz ze stokami góry Velký Klín położony jest na północ od tej granicy, należy więc do zlewni Morza Bałtyckiego, do którego płyną wody m.in. z dorzecza rzeki Odry, będącej przedłużeniem płynących z tej części Wysokiego Jesionika rzek i górskich potoków (m.in. płynącej w pobliżu góry rzeki Biała Głuchołaska i potoków o nazwie Červenohorský potok, Javorový potok czy Studený potok (1)). Ze stoków zachodniego i północno-zachodniego biorą swój początek krótkie, nienazwane potoki, będące dopływami wspomnianego wcześniej potoku Červenohorský potok. W odległości około 1,7 km na północny wschód od szczytu na wysokości około 655 m n.p.m. występuje źródło o nazwie (cz. Studánka Mločí pramen). Na granicy stoku północno-wschodniego, na płynącym potoku Javorový potok, na wysokościach około (770–925) m n.p.m. występuje kaskada, złożona z dziesięciu wodospadów o wysokościach odpowiednio (2,5; 2; 5; 4,5; 1,5; 3; 2; 2; 1,5; 2) m. Ponadto u podnóża stoku północno-wschodniego, przy schronisku turystycznym Chata Eduard zbudowano basen o wymiarach (10 × 20) m.

## Ochrona przyrody
Cała góra znajduje się w obrębie wydzielonego obszaru objętego ochroną o nazwie Obszar Chronionego Krajobrazu Jesioniki (cz. Chráněná krajinná oblast (CHKO) Jeseníky), a utworzonego w celu ochrony utworów skalnych, ziemnych i roślinnych oraz rzadkich gatunków zwierząt. Na stokach nie utworzono żadnych rezerwatów przyrody lub innych obiektów nazwanych pomnikami przyrody. Ponadto na obszarze góry nie wytyczono żadnych ścieżek dydaktycznych.

## Turystyka
U podnóża stoku północno-wschodniego góry znajduje się jedyne schronisko turystyczne – Chata Eduard. Ponadto u podnóża tego stoku położone jest pole kempingowe o nazwie (cz. Veřejné tábořiště Koliba). Do bazy turystycznej z hotelem Červenohorské Sedlo i pensjonatami, położonymi na przełęczy Červenohorské sedlo jest od szczytu około 2 km w kierunku południowo-zachodnim, do bazy turystycznej z pensjonatami w miejscowości Bělá pod Pradědem również około 2 km od szczytu w kierunku północno-wschodnim oraz około 2,8 km w kierunku północno-zachodnim do bazy turystycznej w osadzie Filipovice, z hotelem Stará pošta. 
Kluczowym punktem turystycznym jest oddalone o około 640 m na północny zachód od szczytu skrzyżowanie turystyczne Pod Velkým Klínem z podaną na tablicy informacyjnej wysokością 970 m, przez które przechodzi jeden ze szlaków turystycznych, szlaki rowerowe i trasy narciarstwa biegowego. 

### Chaty łowieckie

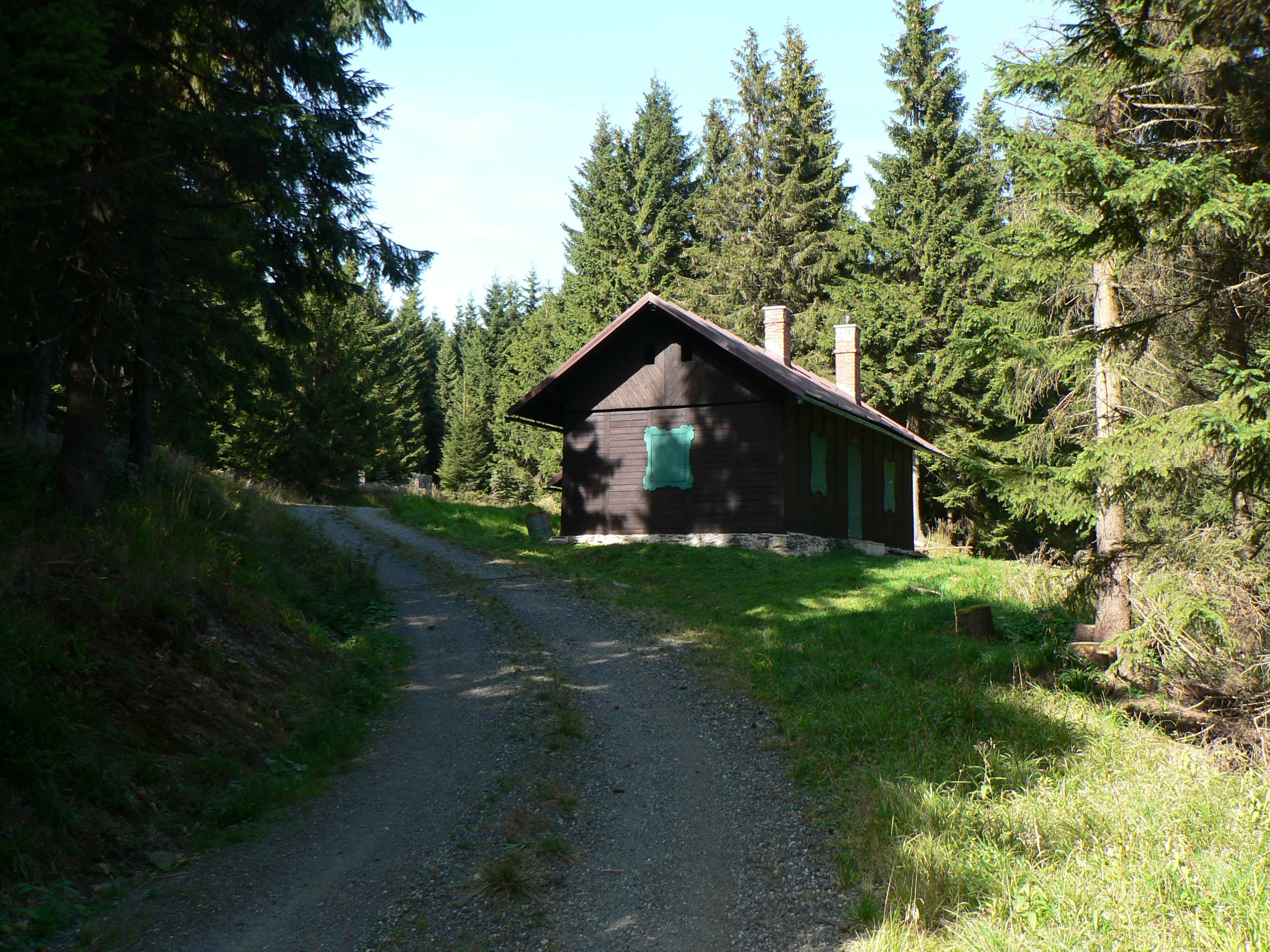
Velkoklínská chata (2009 rok)

Na stokach góry położone są trzy chaty, ale nie mają one charakteru typowych schronisk turystycznych, a które zalicza się do tzw. chat łowieckich.
| Chaty na stokach góry Velký Klín |                    |                          |                                                                                             |                                               |
| Lp.                              | Chata              | Odległość od szczytu m   | Lokalizacja                                                                                 | Współrzędne geograficzne                      |
| 1                                | Rusalka            | 1060 na zachód           | podnóże stoku zachodniego, przy dopływie potoku Hluboký potok do potoku Červenohorský potok | 50°08′00,3″N 17°09′54,6″E/50,133417 17,165167 |
| 2                                | Velkoklínská chata | 580 na południowy zachód | blisko drugorzędnego szczytu Velký Klín–JZ                                                  | 50°07′37,9″N 17°10′36,2″E/50,127194 17,176722 |
| 3                                | Vlčí Doupě         | 1060 na zachód           | 30 m na północ od chaty Rusalka                                                             | 50°08′01,4″N 17°09′54,8″E/50,133722 17,165222 |

### Szlaki turystyczne
Klub Czeskich Turystów (cz. Klub Českých Turistů) wytyczył w obrębie góry dwa szlaki turystyczne na trasach:
 Filipovice – Jeřáb – źródło Mariin pramen – góra Velký Klín – przełęcz Červenohorské sedlo – Kouty nad Desnou – dolina potoku Hučivá Desná – przełęcz Sedlo pod Vřesovkou – Kamenne okno – góra Červená hora – Bílý sloup
 Bělá pod Pradědem – góra Nad Borovým – góra Zaječí hora – góra Ztracený vrch – góra Lysý vrch – szczyt Klanke – góra Velký Klín – rezerwat przyrody Vysoký vodopád – wodospad Vysoký vodopád – góra Malý Děd – schronisko Švýcárna – dolina potoku Środkowa Opawa – Vidly – Bílý Potok – Hutě

### Szlaki rowerowe
W obrębie góry wytyczono trzy szlaki rowerowe na trasach:
 V Mlýnkách – góra Nad Výrovkou – góra Točník – Filipovice – Jeřáb – źródło Mariin pramen – góra Velký Klín – Pod Velkým Klínem
 Jesionik – Adolfovice – Bělá pod Pradědem – Domašov – góra Velký Klín – Jeřáb – Mariin pramen
 Videlské sedlo – rezerwat przyrody Vysoký vodopád – góra Malý Děd – góra Velký Jezerník – góra Velký Klín – Jeřáb – góra Velký Klínovec – Červenohorské sedlo

### Trasy narciarskie
W obrębie góry nie poprowadzono żadnej trasy narciarstwa zjazdowego. W okresach ośnieżenia wzdłuż szlaków rowerowych przebiegają trasy narciarstwa biegowego:
 Drátovna (chata) – Jeřáb – źródło Mariin pramen – góra Velký Klín – Pod Velkým Klínem – góra Velký Klín–JZ – góra Velký Klínovec – przełęcz Červenohorské sedlo
 Videlské sedlo – rezerwat przyrody Vysoký vodopád – góra Malý Děd – góra Velký Jezerník – góra Velký Klín – Jeřáb – góra Velký Klínovec – Červenohorské sedlo